# Nikolai Olenikov
Nikolai Vladimirovich Olenikov (tiếng Nga: Николай Владимирович Олеников; sinh ngày 24 tháng 5 năm 1975) là một hậu vệ bóng đá người Nga. Anh thi đấu cho F.K. Rotor-2 Volgograd.

## Danh hiệu
- Giải bóng đá ngoại hạng Nga á quân: 1997.

## Sự nghiệp quốc tế
Olenikov có màn ra mắt cho Nga vào ngày 21 tháng 8 năm 2002 trong trận giao hữu với Thụy Điển.

## Giải đấu cấp câu lạc bộ châu Âu
- Cúp UEFA 1997–98 cùng với F.K. Rotor Volgograd: 6 trận.
- Cúp UEFA 1998–99 cùng với F.K. Rotor Volgograd: 2 trận.